# Casa del Naviglio

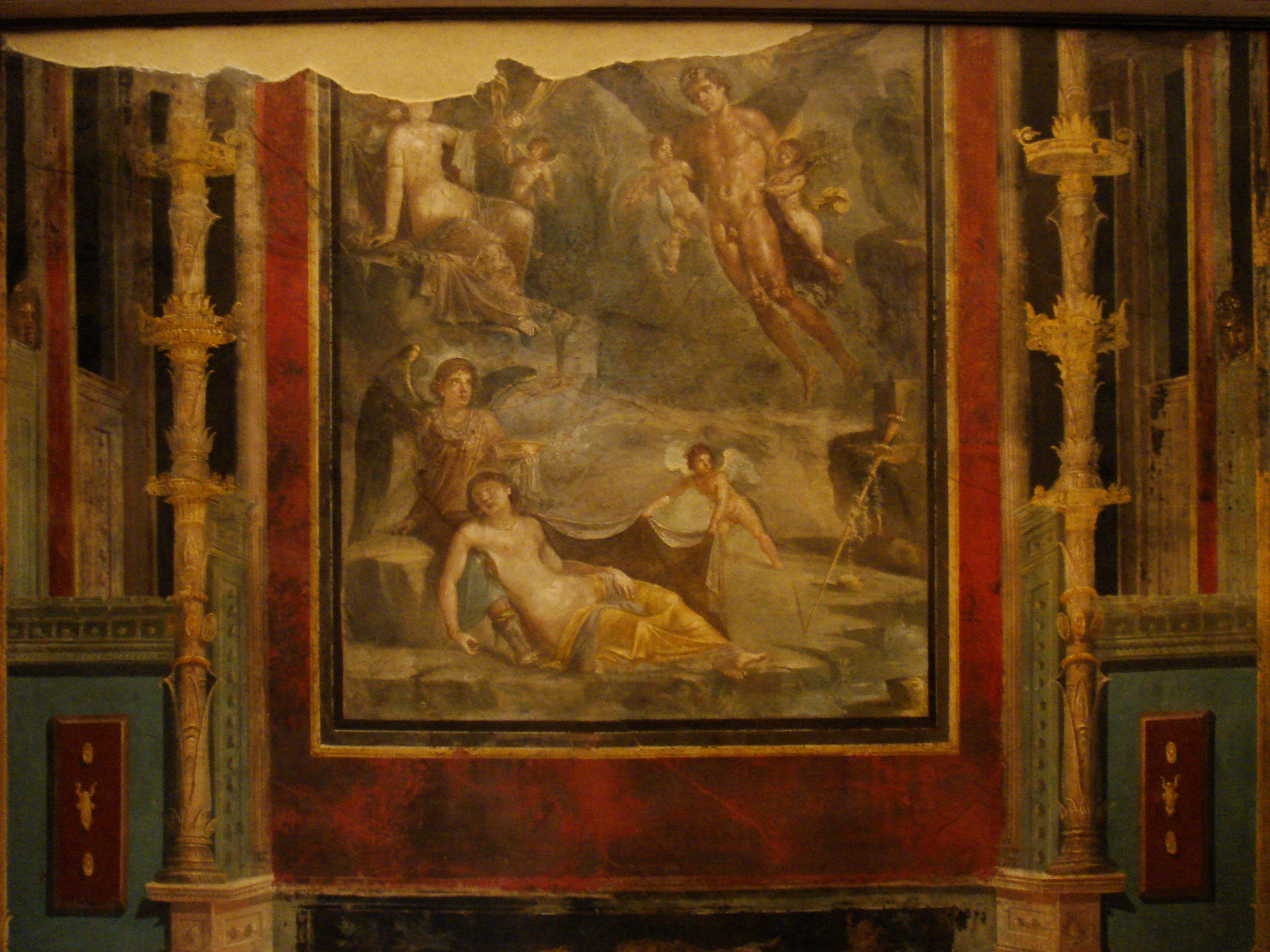
Wandgemälde

Bei der Casa del Naviglio (auch Haus des Tintirius genannt) handelt sich um ein einst reich mit Malereien ausgestattetes Wohnhaus in Pompeji (VI 10, 11). Das Haus wurde 1824, 1826 und dann 1830 ausgegraben. Bei den Grabungen im 19. Jahrhundert wurden einzelne Wandmalereien aus den Wänden geschnitten und nach Neapel gebracht. Die meisten Wandmalereien blieben aber ungeschützt vor Ort und sind deshalb heute stark verblasst. Ihr früheres Aussehen ist nur durch alte Zeichnungen überliefert.

## Beschreibung
Das einst zweistöckige Haus hat ein Atrium mit Tablinum und einen großen mit Säulen geschmückten Garten im hinteren Teil. Das Atrium hat ein marmornes Impluvium. Das Haus war reich mit aufwendigen Malereien im 4. Stil ausgemalt. Besonders hervorzuheben sind die Malereien im Triclinium. Ein Teil der großformatigen Wandmalereien ist aus der Wand geschnitten worden und befindet sich heute im Archäologischen Nationalmuseum Neapel. Das zentrale Wandgemälde zeigt die Hochzeit von Zephyr und Chloris. Bei anderen aus den Wänden geschnittenen Malereien handelt es sich meist um einzelne Figuren. Einzelne Figuren werden von Lawrence Richardson Jr. dem Dioskuri-Maler zugeschrieben, der namentlich nicht bekannt ist und in der Forschung einen Notnamen erhielt, um sein Werk unter einem Namen zusammenfassen zu können.

## Galerie

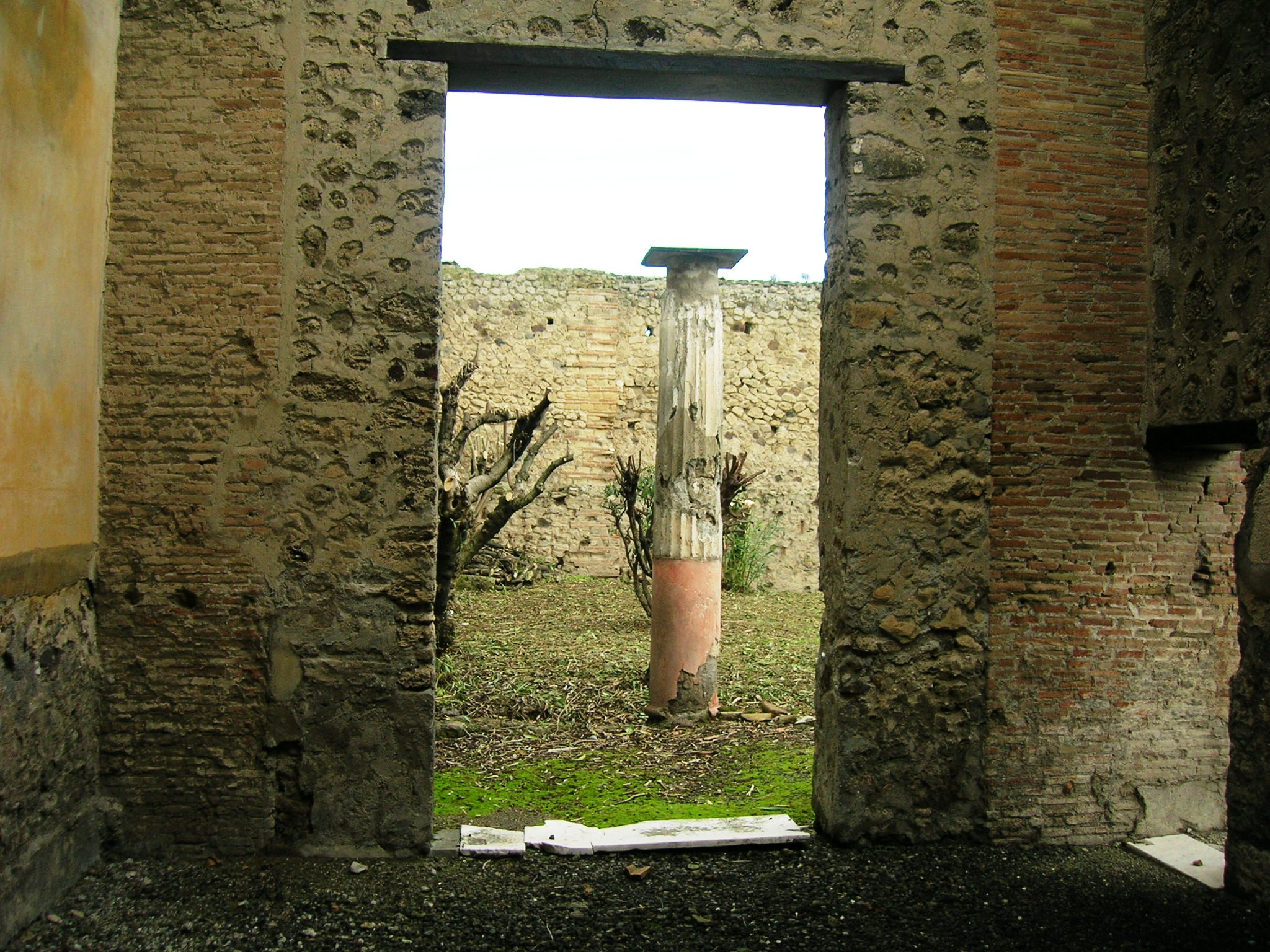
Blick auf den Garten
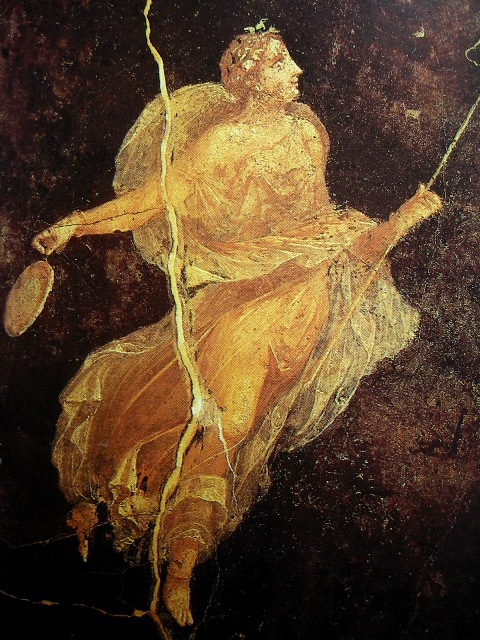
Mänade
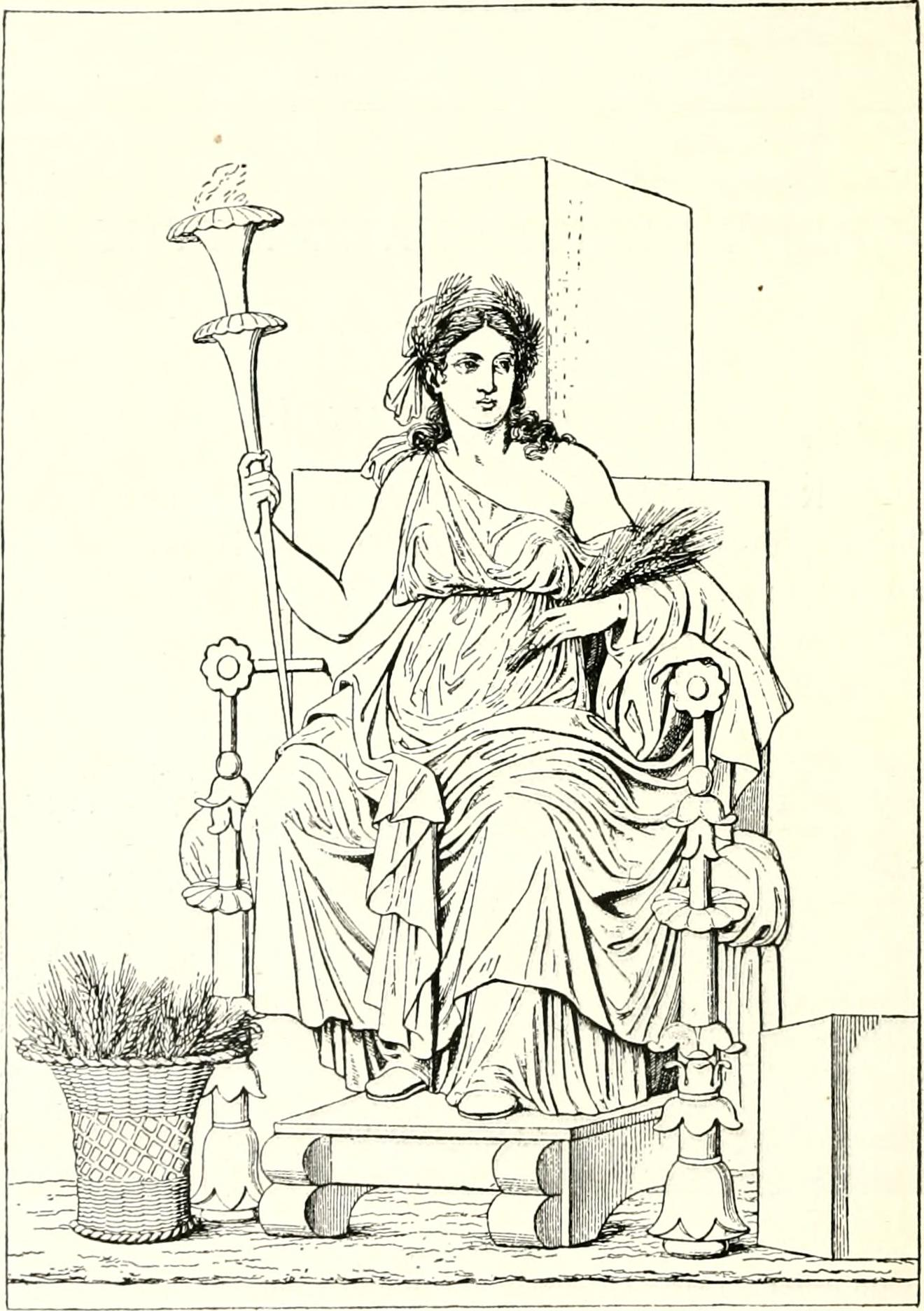
Ceres, Kopie des 19. Jahrhunderts